# 右門捕物帖 (1969年のテレビドラマ)
『右門捕物帖』は、1969年10月4日から1970年3月28日まで日本テレビ系列局で放送されていた時代劇である。カラー放送。日本テレビと東宝の共同製作。全26話。放送時間は毎週土曜 20:30 - 21:26 （日本標準時）。

## 概要
元禄期の江戸市中、江戸南町奉行所配下の無口な同心・「むっつり右門」こと近藤右門が、岡っ引きの伝六や元スリのお由らと共に、抜群の推理力、冷静な判断力、卓越した居合抜きと柔術の腕を駆使して様々な事件の解決に挑む。
主役の右門を演じた中村吉右衛門は当時25歳。右門の上役であるあばたの敬四郎を演じた三波伸介も、愛嬌あるキャラクターを好演した。なお、劇中で右門や敬四郎が着ている羽織や着物は、他の時代劇に見られる一般的な黒や地味な色柄とは違い、非常に派手なものとなっている。

## キャスト
- 近藤右門：中村吉右衛門

柔は草香流、剣は錣正流を極めた江戸南町奉行所同心。口数が少ないことから「むっつり右門」の異名を取るが、正義感に厚く切れ者であり、剣術の腕も達者。基本的に冷静沈着だが、若さに任せて突っ走り気味となることも間々ある。また場合によっては、周囲に気付かれないように変装して敵のアジトに潜入することもある。丸に右の字の紋が入った市松模様の羽織を愛用している。
- 伝六：左とん平

右門配下の岡っ引き。右門の片腕を自認。右門と対照的によく喋る。だが、口にたがわぬ十手の抜群の使い手であり天才的な捕縛術の使い手でもある。
- 村上敬四郎（あばたの敬四郎）：三波伸介

江戸南町奉行所筆頭同心で右門の上役。顔にいくつもの痘痕（あばた）があることから「あばたの敬四郎」、略して「あば敬」「デブ」などとも呼ばれる。右門の有能さを知り尽くしている上役のひとり。
- ちょん松：曽我廼家一二三（元松竹新喜劇団員）

敬四郎配下の岡っ引き。伝六のライバルにして親友だが、口先ばかりで適当ながら敬四郎との凸凹コンビぶりはコメディリリーフの役割を果たしている。
- お由：入江若葉（第1話 - 第14話、第20話、第23話、第26話）[2]

元スリ。右門に協力する。実は捨て子で、出自はとある貧乏旗本の娘であることが第20話で明らかとなる。ただし、一時期叶屋夫妻に育てられていたが、半年後に妻のお冬が娘のお春を身ごもったため、拾った娘を育てたくないというお冬の意思を汲んだ叶屋の主人の判断により、わずか半年で大川端に捨てられた。
- 神尾元勝：田崎潤

南町奉行。右門と敬四郎の上役。
- ナレーター：川久保潔

## スタッフ
- 原作：佐々木味津三
- プロデューサー：小笠原久夫、石橋嘉博、丸林久信（東宝）、新藤晃、川口晴年、安田暉（日本テレビ）
- 監修：渡辺邦男（第3話 - 第15話）
- 音楽：広瀬健次郎
- オープニング主題歌：「御存じ右門ここに居る」
- エンディング主題歌（挿入歌扱い）：タイトル不明（作詞：藤田まさと / 作曲：春川一夫 / 編曲：山倉たかし / 唄：三波春夫） - 第16話ではインストのみを使用。第17話から第25話までは未使用。
- 制作：日本テレビ、東宝

## 放送日程
各回の話数は「○番手柄」と表記されていた。
| 話数   | 放送日         | サブタイトル     | 脚本              | 監督     | ゲスト出演者 |
| ------ | -------------- | ---------------- | ----------------- | -------- | --- |
| 第1話  | 1969年 10月4日 | 右門登場         | 山野四郎          | 渡辺邦男 | 嵐寛寿郎（松平伊豆守）、戸田皓久（犬山）、沢田清（高岩源八郎）、浅野進治郎（長沢兵部）、 石垣守一、植田清、沢まき子、角本秀夫、橋本忠実、北村勝造                                 |
| 第2話  | 10月11日       | 死神が招く       | 西沢治            | 渡辺邦男 | 田島和子（お牧）、高島敏郎（宗方小十郎）、上原ゆかり（お静）、松井八知栄（お糸）、 明智十三郎（深見左膳）、巌金四郎（幻斎）、薄井身知子、杉浦千恵子、氏家抄子、伊島幸子、歌川千恵 |
| 第3話  | 10月18日       | 妖刀がゆく       | 西沢治            | 曲谷守平 | 柏木由紀子、松本錦四郎、戸上城太郎、松本朝夫、石山雄大、幸田宗丸、杉浦宏策、吉山和利、山口千枝                                                                                    |
| 第4話  | 10月25日       | 七化け役者       | 杉山義法          | 曲谷守平 | 重山規子、花ノ木寿、須永宏、世良明、松山照夫、小池明義、松本染升、謙昭則 |
| 第5話  | 11月2日        | 牢破り           | 山野四郎          | 古川卓己 | 倉丘伸太郎、服部妙子、田島義文、武藤英司、直木みつ男、有馬昌彦、宮島誠、藤森達雄、南郷成吉、 最上龍二郎、畠山麦                                                                   |
| 第6話  | 11月9日        | 右門子守歌       | 浅井昭三郎        | 古川卓己 | 富山真沙子、伊藤久哉、高品格、佐田豊、吉田未来、野村光江、安藤三男、斉藤久美子 |
| 第7話  | 11月16日       | 無礼討ち         | 西沢治            | 山田達雄 | 岩井友見、鮎川いづみ、細川俊夫、中村竜三郎、小瀬格、細川俊之、小高まさる、斉川一夫、 高松政雄、山内俊和、内山麗子、吉山和利                                                       |
| 第8話  | 11月23日       | 謎の闇男         | 杉山義法          | 古川卓己 | 亀井光代、沢井桂子、柳生博、高木二朗、浦里はるみ、片山滉、渡辺明、牧田正嗣、 池田生二、菊地真美子                                                                                 |
| 第9話  | 11月30日       | 浮世絵三人娘     | 西沢治            | 山田達雄 | 松本めぐみ、高橋厚子、高橋俊行、加茂良子、外山高士、関口昭子、木村正道、八幡源太郎、 川野耕司、田中力                                                                             |
| 第10話 | 12月6日        | 消えた献上品     | 浅井昭三郎        | 西山正輝 | 赤座美代子、天野新士、伊沢一郎、稲吉靖、穂積隆信、永井譲滋、池田忠夫、北町史朗、橋爪秀雄、 江家礼子、水原芙美、菅沼赫                                                             |
| 第11話 | 12月13日       | 蛇使い小町       | 山野四郎          | 西山正輝 | 大谷直子、本山可久子、竜岡晋、大久保正信、野口元夫、飯沼慧、原三希子、金内喜久夫、吉岡ゆり、 松下砂稚子、浦川麗子、西尾邦彦、沢井三郎                                             |
| 第12話 | 12月20日       | 逃亡者           | 中沢昭二          | 古川卓己 | 和崎俊也、柴田侊彦、井上紀明、宮本曠二朗、石見栄、大野広高、梅田智子、平野学、小村俊明、 松田光弘、飯塚実、平川美津子、竹原新一郎                                                 |
| 第13話 | 12月27日       | 人情親子橋       | 杉山義法          | 西山正輝 | 千石規子、高橋長英、美川陽一郎、北条清志、鷲尾真知子、沼波輝枝、山田隆夫、山下敬介                                                                                                |
| 第14話 | 1970年 1月3日  | 初祝い           | 中沢昭二 麻生大仁 | 若林幹   | 岡田可愛、松岡きっこ、松川勉、幸田宗丸、北川めぐみ、汐風享子、二見忠男、内村軍一、槐柳二、 大村千吉、沢りつお、永谷悟一、山内俊和、初川久、木村正道、コマ・一平                   |
| 第15話 | 1月10日        | 慈悲の捕り縄     | 桜井康裕          | 西山正輝 | 服部哲治、池田昌子、長谷川峯子、生田三津子、吉原正晧、藤山竜一、笹川恵三、塚田正昭、 山田隆夫、友野多介                                                                           |
| 第16話 | 1月17日        | 松葉小僧         | 小山内美江子      | 小松幹雄 | 左時枝、浅野進治郎、幸田宗丸、山岡徹也、辻しげる、津野哲郎、石山克巳、北村勝造、 西村惇二、相原巨典                                                                               |
| 第17話 | 1月24日        | 江戸番外侍       | 中沢昭二          | 小松幹雄 | 明智十三郎、富田仲次郎、石橋雅史、北川めぐみ、汐風享子、井上紀明、宮川洋一、内村軍一、 津田一平、貫恒美、仁内達之、玉木曽太郎、岩瀬祐子、伊藤正博、片岡半蔵、蔦谷伸一郎           |
| 第18話 | 1月31日        | いざよい河岸の女 | 桜井康裕          | 若林幹   | 吉行和子、小瀬格、如月寛太、浜田晃、長谷川弘、笠原弘孝、石川徹郎、秋元羊介、高橋弘信                                                                                              |
| 第19話 | 2月7日         | 小雪絵図         | 小山内美江子      | 小松幹雄 | 江守徹、宇津宮雅代、小瀬格、菅野忠彦、吉水慶、宮崎和命、塩島昭彦、賀川曻一、内木祥裕、麻生みえ子、久井和子                                                                        |
| 第20話 | 2月14日        | 朱彫りの花嫁     | 麻生大仁          | 若林幹   | 高須賀夫至子、水村泰三、野上千鶴子、進千賀子、高島新太郎、生井健夫、朝倉一、沢井杏介、後藤邦昭、福原圭一、米本善子、三田美枝子、熊谷信吉、山下与一、土屋文枝                      |
| 第21話 | 2月21日        | 女殺し出世地獄   | 池田一朗          | 若林幹   | 中山麻里、千波丈太郎、幸田宗丸、林孝一、立川雄三、今村原兵、田中志幸、高杉哲平、水沢有美、柄沢英二、増岡弘、山田隆夫、謙昭則、上田耕一                                            |
| 第22話 | 2月28日        | 蕾のままの女     | 桜井康裕          | 小松幹雄 | 柏木由紀子、久富惟晴、しめぎしがこ、北見治一、長島隆一、谷沢裕之、二瓶鮫一、岡部耕大、川瀬裕之、岩瀬裕子、曽根秀介                                                                |
| 第23話 | 3月7日         | 恋情つむじ風     | 杉山義法          | 小松幹雄 | 佐々木愛、鈴木昭生、大久保正信、松熊信義、金親保雄、丸山持久、川崎桂、小倉馨、小金井宣夫、田中勝                                                                                  |
| 第24話 | 3月14日        | 無明流女秘剣     | 池田一朗          | 若林幹   | 酒井和歌子、江見俊太郎、小林重四郎、見明凡太郎、戸上城太郎、永島岳、清水一郎、明石健、向精七、宮川洋一                                                                            |
| 第25話 | 3月21日        | 死美人草         | 国弘威雄          | 若林幹   | 伊藤栄子、佐々木功、巌金四郎、加賀邦男、飯田徹也、八州たける、馬場信弘、平井武、熊野隆司                                                                                          |
| 第26話 | 3月28日        | 江戸屋敷の女     | 浅井昭三郎        | 西山正輝 | 藤田弓子、坂口芳貞、下川辰平、宮崎和命、青木千里、三木敏彦、高井章子、津路清子、山中貞則                                                                                          |

## オープニング・エンディングについて
- 第1話から第13話までのオープニングは、着流し姿の右門が、悪人たちを相手に十手や刀を使って立ち回りを行い、納刀の場面でナレーションが入り、その後主題歌のイントロで右手に持った十手を右の顎に宛がう右門の姿がズームで映し出され、両側のテロップで「ご存じ（右側）むっつり右門（左側）」が表示された後に、「メインタイトル → サブタイトル → スタッフ紹介 → メインキャスト紹介 → 監督 → 制作会社」が江戸時代の浮世絵と共に映し出されていた。
  - 第14話から最終回までは、右門の立ち回りのシーンはカットされ、「メインタイトル → サブタイトル → スタッフ紹介 → キャスト紹介 → 監督 → 制作会社」が江戸時代の浮世絵と共に映し出され、BGMには広瀬健次郎作曲のオリジナル曲から主題歌という流れであった。
- エンディングとしては、本編の最後にエンディング主題歌が流れ、その後に広瀬健次郎作曲による劇伴BGMをバックにゲスト俳優を紹介するという構成になっていた。しかし、第12話や第13話では物語の進行の関係上、本編終了後にエンディング主題歌をバックにメインキャストやゲスト俳優がテロップで流れた。そして第14話以降、ゲスト俳優の紹介もオープニングでされることになり、エンディングは廃止された。
  - 第1話から第13話までは、メインキャストは全て役名付きで表示されていたが、第14話以降はメインキャストを含む出演者全員が役名なしで表示されるという構成に変更された。ただし、第1話と第2話のみメインゲスト俳優も役名付きで表示。